# Günther (cantor)
Mats Söderlund, mais conhecido sob o nome artístico Günther (Malmö, 25 de julho de 1967), é um músico e modelo sueco.

## Discografia[1]
- Pleasureman (2004)

### Singles
- "Ding Dong Song" (2004)
- "Touch Me (I Want Your Body)" (Com Samantha Fox) (2004)
- "Teeny Weeny String Bikini" (2004)
- "Tutti Frutti Summer Love" (2005)
- "Christmas Song (Ding Dong)" (2005)
- "Like Fire Tonight" (2006)
- "Sun Trip (Summer Holiday)" (2007)
- "Famous" (2010)
- "Pussycat" (2011)
- "I'm Not Justin Bieber B*tch" (2013)
- "No Pantalones" (2016)
- "Love Yourself" (Com D'Sanz) (2016)
- "Dynamite" (Com Blizz Bugaddi) (2017)
- "Sex Myself" (2022)
- "Coupe de Main" (2023)
- "Real Sassy" (2023)
- "SHUT UP (Dance With Me)" (2024)
- "XXX" (Com GPF) (2024)